# Fernando Lázaro
Fernando Lázaro Rodrigues Alves (São Paulo, 3 de junho de 1981) é um analista de desempenho e treinador de futebol brasileiro. Atualmente é coordenador do setor de Análise e Desenvolvimento do Grêmio.

## Carreira

### Corinthians

#### Analista de desempenho
Natural de São Paulo e filho de Zé Maria, lateral-direito ídolo do Corinthians, Fernando Lázaro começou a trabalhar no Timão em 1999, com apenas 17 anos, na área de informática. Ele trabalhou no clube até 2016, quando foi convidado pelo técnico Tite, da Seleção Brasileira, para integrar sua equipe técnica como analista de desempenho. Antes de ingressar na seleção, Lázaro também trabalhou como auxiliar de Fábio Carille.

#### Auxiliar-técnico
Em maio de 2019, Lázaro foi nomeado auxiliar-técnico de Sylvinho no Lyon, mas deixou o clube francês quando o técnico foi demitido no dia 15 de outubro. Voltou ao Corinthians em 11 de janeiro de 2021, após ser nomeado coordenador do CIFUT (Centro de Inteligência do Futebol).
Em 17 de maio de 2021, após a demissão de Vagner Mancini, Lázaro foi nomeado técnico interino do time principal do Timão. Sua primeira partida no comando do clube ocorreu três dias depois, na goleada em casa por 5 a 0 contra o Sport Huancayo.Na partida seguinte, comandou a equipe em mais uma vitória, dessa vez por 4 a 0 contra o River Plate do Paraguai. Ambos os jogos foram válidos pela Copa Sul-Americana. Depois que Sylvinho foi contratado como novo técnico do Corinthians em 23 de maio, Lázaro comandou o clube em mais uma partida antes de retornar à sua função original.
Comandou o Corinthians interinamente de 6 de fevereiro de 2022, no jogo contra o Ituano, até 27 de fevereiro de 2022, no jogo contra o Bragantino.

### Grêmio
Em 29 de dezembro de 2023, foi contratado pelo Grêmio como coordenador do setor de Análise e Desenvolvimento do Departamento de Futebol.

## Carreira como treinador

### Corinthians
Foi anunciado como novo técnico do Corinthians no dia 20 de novembro de 2022, assinando contrato até dezembro de 2023. Seu aproveitamento como treinador interino do clube é de 90,05%, tendo comandado a equipe em sete partidas, com seis vitórias e um empate. Estreou como treinador definitivo do Timão no dia 15 de janeiro de 2023, na derrota por 1 a 0 para o Bragantino, em jogo válido pelo Campeonato Paulista. Após uma derrota por 1–0 para o Argentinos Juniors, válida pela Libertadores, o Corinthians anunciou, em 20 de abril, que Lázaro deixaria o comando técnico da equipe principal, retornando à função de auxiliar na comissão permanente.

## Estatísticas como treinador
Atualizadas até 19 de abril de 2023
| Clube       | Jogos | Vitórias | Empates | Derrotas | Gols marcados | Gols sofridos | Aproveitamento |
| ----------- | ----- | -------- | ------- | -------- | ------------- | ------------- | -------------- |
| Corinthians | 24    | 14       | 6       | 4        | 44            | 19            | 66,67%         |
| Total       | 24    | 14       | 6       | 4        | 44            | 19            | 66,67%         |